# Торе дел Коле (Перуђа)
Торе дел Коле је насеље у Италији у округу Перуђа, региону Умбрија.
Према процени из 2011. у насељу је живело 33 становника. Насеље се налази на надморској висини од 214 м.